# Cerkiew św. Aleksandra Newskiego w Oniksztach (murowana)
Cerkiew św. Aleksandra Newskiego – parafialna cerkiew prawosławna w Oniksztach.
Została zbudowana w 1873 na miejscu poprzedniej, tymczasowej drewnianej świątyni pod tym samym wezwaniem. 17 września tego roku miało miejsce jej uroczyste poświęcenie. Była czynna do 1915, kiedy proboszcz parafii w Oniksztach udał się na bieżeństwo. W efekcie w cerkwi nie odbywały się nabożeństwa aż do 1924, kiedy do miasta przybył wyświęcony przez arcybiskupa wileńskiego i litewskiego Eleuteriusza ks. Ilja Gabiec. W związku z faktem, że budynek stał przez 9 lat zamknięty, w 1922 władze lokalne rozważały konfiskatę zdewastowanej w czasie I wojny światowej cerkwi i adaptację jej na szkołę. Planów tych ostatecznie nie zrealizowano.
Świątynia pozostawała czynna przez cały okres dwudziestolecia międzywojennego. Również po II wojnie światowej, w 1947, władze stalinowskie zarejestrowały ją jako czynną świątynię prawosławną. W latach 50. miał miejsce jej częściowy remont, jaki przeprowadził na własny koszt proboszcz, ks. Aleksandr Własow. Mimo tego pod koniec lat 50. XX wieku budynek był w bardzo złym stanie technicznym. Generalną jego renowację, połączoną z zawieszeniem na dzwonnicy nowych dzwonów, przeprowadził ks. Wasilij Kałasznik, proboszcz od 1959. Obiekt był ponownie remontowany w latach 90. XX wieku.